# Yunquera
Yunquera ist ein südspanischer Ort und eine Gemeinde (municipio) mit 2.868 Einwohnern (Stand: 2024) in der Provinz Málaga in der Autonomen Region Andalusien. Der Ort zählt zu den „Weißen Dörfern“ (Pueblos Blancos) der Provinz Málaga.

## Lage und Klima
Der Ort Yunquera liegt im Quellgebiet zahlreicher Bäche (arroyos), die allesamt in den Río Grande (Málaga) münden, in den zumeist bewaldeten Bergen der Sierra de las Nieves, einem Teil der Betischen Kordillere, ca. 60 km (Fahrtstrecke) westlich der Provinzhauptstadt Málaga in einer Höhe von ca. 680 bis 725 m; die Stadt Ronda befindet sich gut 35 km westlich. Der Torrecilla, der höchste Berg der Sierra de las Nieves, ist nur ca. 12 km (Luftlinie) in südwestlicher Richtung entfernt. Das gleichermaßen vom Atlantik wie vom Mittelmeer beeinflusste Klima ist gemäßigt bis warm; der für südspanische Verhältnisse ergiebige Regen (ca. 725 mm/Jahr) fällt – mit Ausnahme der eher trockenen Sommermonate – verteilt übers ganze Jahr.

## Bevölkerungsentwicklung
| Jahr      | 1857  | 1900  | 1950  | 2000  | 2020  |
| Einwohner | 4.162 | 3.897 | 3.861 | 3.259 | 2.884 |

Trotz der Mechanisierung der Landwirtschaft, der Aufgabe bäuerlicher Kleinbetriebe und dem daraus resultierenden Verlust von Arbeitsplätzen auf dem Lande ist die Zahl der Einwohner seit den 1950er Jahren nur leicht gesunken.

## Wirtschaft
Die Menschen früherer Jahrhunderte lebten im Wesentlichen als Selbstversorger von der Landwirtschaft, zu der auch der Wein- und Olivenanbau sowie die Zucht von Schafen, Ziegen und Hühnern gehörte. Die Mauren legten Bewässerungskanäle an, von denen lange Zeit auch die Christen profitierten. Später ließen sich im Ort selbst auch Händler, Handwerker und Dienstleister aller Art nieder. Heute spielt der innerspanische Tourismus eine nicht unwesentliche Rolle im Wirtschaftsleben der Gemeinde.

## Geschichte
Yunquera ist möglicherweise römischen Ursprungs, denn der Name Juncaria ist überliefert. Nach dem Zusammenbruch des römischen Reiches begann das kurze Interregnum der Westgoten. Mit der Eroberung Andalusiens durch die Mauren im Jahr 711 kam Yunquera unter maurische Herrschaft. Von ca. 880 bis 918 gehörte Yunquera zum Herrschaftsgebiet des Rebellenführers ʿUmar ibn Hafsūn, das erst nach seinem Tod durch das Eingreifen des Emirs und späteren Kalifen Abd ar-Rahman III. wieder der Zentralmacht Córdobas unterstellt werden konnte. Im Jahr 1485 wurden der Ort und sein Umland von den Christen zurückerobert (reconquista). Die maurische Bevölkerung war fortan gezwungen, die politische, soziale und kulturelle Oberhoheit der Christen anzuerkennen, weshalb es in der Region im 16. Jahrhundert immer wieder zu Unruhen kam, die schließlich durch das Eingreifen der Herzöge von Arcos und Medina-Sidonia im Jahr 1570 beendet wurden. Danach schien Yunquera weitgehend entvölkert zu sein, sodass Philipp II. die Ansiedlung von Christen aus Galicien, Sevilla und Córdoba befahl.

## Sehenswürdigkeiten

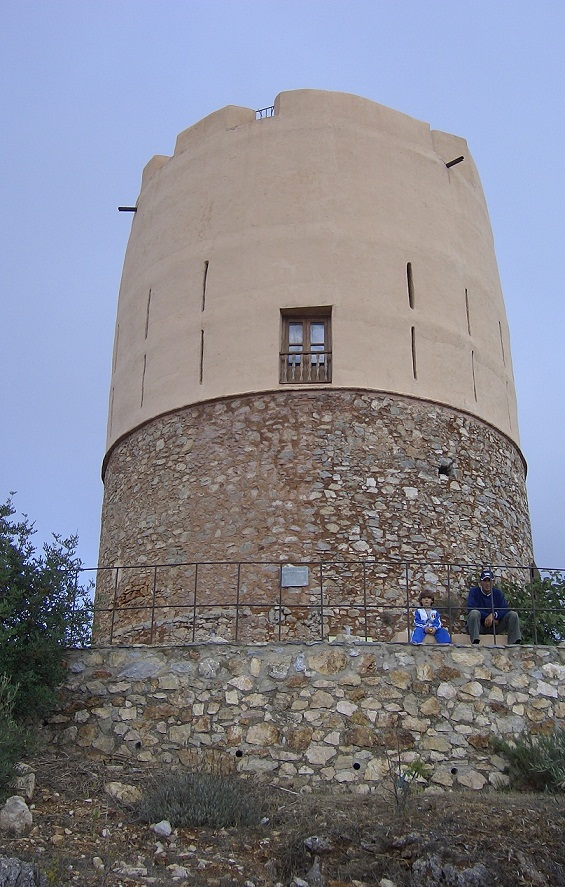
Torre Vigia

- Die oft ansteigenden Gassen des Ortes sind nach maurisch-mittelalterlicher Art verwinkelt. An manchen Stellen sind noch Reste der ehemaligen Stadt- oder Burgmauer zu sehen.
- Wichtigste Sehenswürdigkeit des Ortes ist die dreischiffige und basilikale Parroquia de Nuestra Señora de la Encarnación, die auch als „Kathedrale des Berglands“ (Catedral de la Serranía) bezeichnet wird. Mit ihrem Bau wurde zu Beginn des 16. Jahrhunderts über den Grundmauern einer islamischen Festung begonnen, doch wurde sie später mehrmals umgestaltet. Das zum Teil aus Ziegelsteinen gemauerte Hauptportal der Kirche befindet sich auf der Südseite; mit Ausnahme des eher unscheinbaren Westportals und von Teilen des mehrgeschossigen Glockenturms (campanario) bestehen die Außenwände der Kirche aus verputzten Bruchsteinen (mampostería). Der Hauptaltar enthält Anklänge an den Stil des Churriguerismus; er stammt jedoch aus der Mitte des 20. Jahrhunderts.[8]
- Im Osten des Ortes befindet sich die erst im 19. Jahrhundert fertiggestellte Ermita de la Cruz de Pobre mit einer in der Region hochverehrten Christusfigur.[9]

Umgebung
- Etwa 500 m nördlich des Ortes steht der Torre Vigia („Wachturm“) als letzter Rest einer ursprünglich maurischen, später von den Christen übernommenen Festung (castillo). Er dient heute als Observatorium und als Touristeninformation.